# Грайнер, Маргрет
Маргрет Грайнер (нем. Margret Greiner, род. 1943, Аффельн, Вестфалия) — немецкая писательница.

## Биография
Маргрет Грайнер выросла в Вестфалии. Изучала немецкий язык и историю во Фрайбургском университете в Брайсгау и Мюнхенском университете. Она работала учителем немецкого языка, истории и этики сначала в Конце, а до 2004 года в Фильдерштадте. Она работала в школьном театре, а также выступала в театре Tri-bühne в Штутгарте в 1994 году.
С 2000 по 2002 год работала в Израиле со своим мужем Бернхардом Грайнером, германистом из Тюбингена, преподавала немецкий язык в школе Шмидта в Восточном Иерусалиме. В 2005 году она была приглашенным лектором немецкого языка и литературы в Китайском народном университете в Пекине.
Грайнер написала новые биографии об Эмилии Флёге, музе Густава Климта, о художнице Шарлотте Беренд-Коринт, о Шарлотте Саломон, Маргарет Стонборо-Витгенштейн, Софи Тойбер-Арп, Фридерике Беер-Монти и Элизабет Эрдман-Макке.
Грайнер проживает в Мюнхене.

## Труды
- „Mutig und stark alles erwarten“, Elisabeth Erdmann-Macke, Leben für die Kunst, Romanbiografie. München: btb, 2022. ISBN 978-3-442-75963-7
- „Ich will unsterblich werden!“, Friederike Beer-Monti und ihre Maler, Romanbiografie, Wien: Kremayr und Scheriau, 2019, ISBN 978-3-218-01185-3
- Sophie Taeuber-Arp: Der Umriss der Stille, Romanbiografie, Basel, Zytglogge, 2018, ISBN 3-7296-5002-5
- Margaret Stonborough-Wittgenstein: Grande Dame der Wiener Moderne, Romanbiografie, Wien: Kremayr und Scheriau, 2018, ISBN 978-3-218-01110-5
- Charlotte Salomon: Es ist mein ganzes Leben, Romanbiografie, Knaus: München, 2017, ISBN 978-3-8135-0721-8
- Charlotte Berend-Corinth & Lovis Corinth: ich will mir selbst gehören, Romanbiografie, Freiburg: Herder, 2016, ISBN 978-3-451-06841-6
- Auf Freiheit zugeschnitten. Emilie Flöge – Modeschöpferin und Gefährtin Gustav Klimts, Romanbiografie, Wien: Kremayr & Scheriau, 2014, ISBN 978-3-218-00933-1
- Zungenvielfalt – Splittersprache. Die Jerusalemer Lyrikerin Ilana Shmueli, in: Akzente, 2010, S. 300–305
- Jerusalem aus Stein, in: Festschrift für Reiner Bernstein, bei Genfer Initiative, 2009
- Jefra heißt Palästina: ein Mädchen in Jerusalem, Roman, München: Piper, 2005, ISBN 3-492-27090-5
- „Miss, wie buchstabiert man Zukunft?“: als deutsche Lehrerin in Jerusalem, München: Malik, 2003, ISBN 3-89029-256-9